# Eva Fernández (Musikerin)

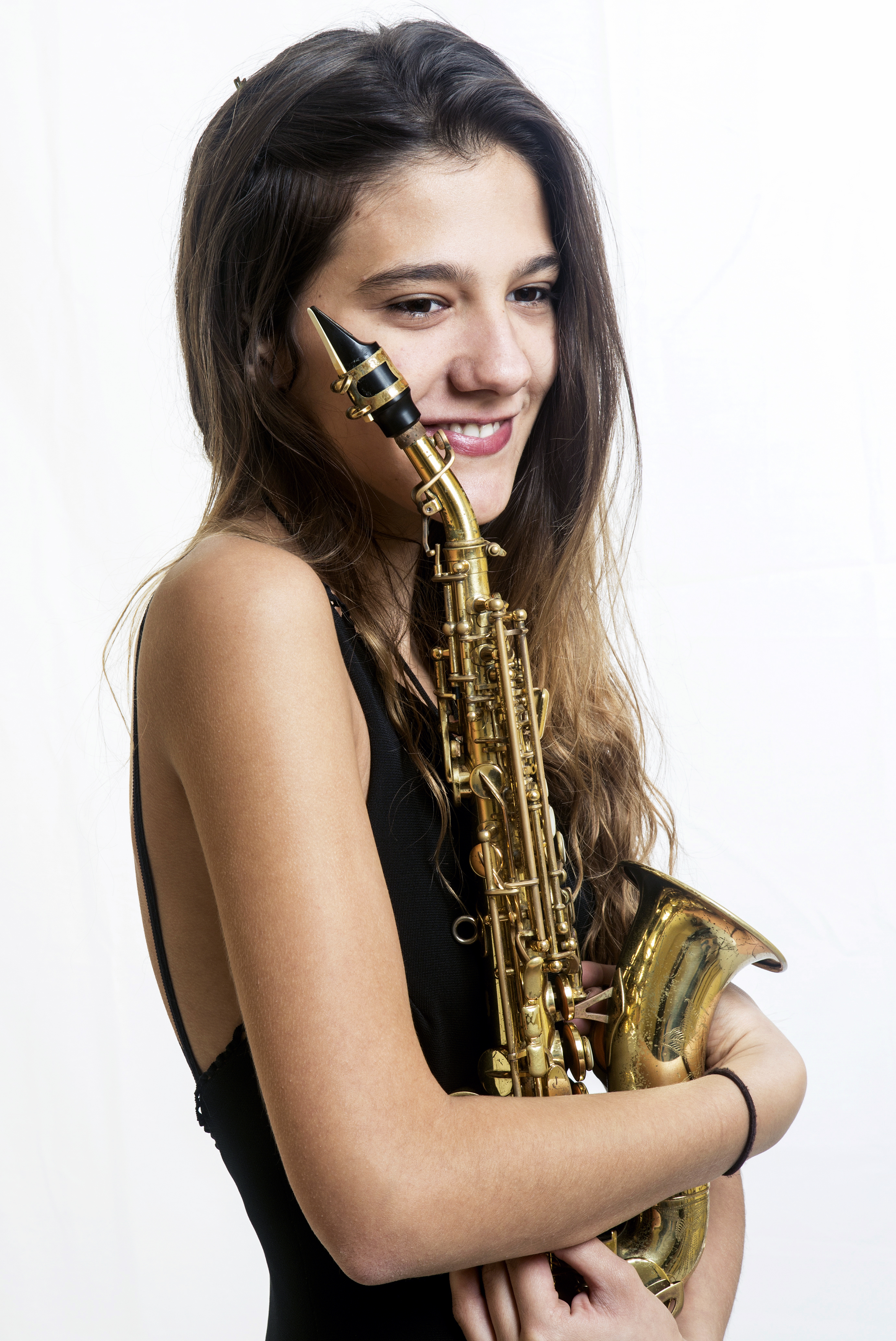
Eva Fernández Blanco (2014)

Eva Fernández Blanco (* 18. März 1994) ist eine spanische Jazzmusikerin (Sopran-, Alt- und Baritonsaxophon, auch Klarinette, Gesang, Songwriting).

## Wirken
Fernández wurde zunächst in der Sant Andreu Jazz Band unter Leitung von Joan Chamorro ausgebildet. Dann studierte sie Jazz und zeitgenössische Musik an der Taller de Músics Escuela Superior de Estudios Musicales in Barcelona.
2013 erschien ihr Debütalbum Joan Chamorro Presenta Eva Fernández. Später arbeitete Fernández zusammen mit dem Gitarristen Josep Munar an eigenen Liedern, die auf Gedichten von Alfonsina Storni, Alejandra Pizarnik, Julio Cortázar und anderen basieren; diese stellte sie im Trio mit Munar und dem Schlagzeuger Enric Fuster auf dem Album Yo Pregunto vor, das sie auch international präsentierte. Ferner arbeitete sie mit Andrea Motis (Feeling Good) sowie im Quintett mit Rita Payés, Lucía Fumero und Magalí Datzira. Zudem trat sie mit Musikern wie Perico Sambeat, Ken Peplowski, Bobby Gordon, Jesse Davis, Terell Stafford, Wycliffe Gordon, Josep Maria Farras, Matthew Simon, Llibert Fortuny, Carles Benavent oder Jordi Bonell auf.

## Diskographische Hinweise
- Joan Chamorro Presenta Eva Fernández (Temps Record 2013, mit Scott Robinson, Dick Oatts, Ignasi Terraza, Andrea Motis, Esteve Pi, Josep Traver, Curro Gálvez, Victor Correa, Jaume Ferrer, Sant Andreu Jazz Band)
- That Darkness (Taller de Musics 2015, mit David Pastor, Josep Lluís Guart, Miquel Àngel Cordero, Toni Pagès)[6]
- Yo Pregunto (DiscMedi Blau 2018)[7]